# Cees Hamelink
Cees Jan (Cees) Hamelink (Rotterdam, 14 september 1940) is emeritus-hoogleraar Internationale Communicatie aan de Universiteit van Amsterdam en emeritus-hoogleraar Media. Hij is hoogleraar in managementinformatie aan de universiteit van Aruba en hoogleraar media, religie en cultuur aan de Vrije Universiteit Amsterdam.

## Loopbaan
Hamelink studeerde theologie. In 1968 slaagde hij aan de Universiteit van Amsterdam voor zijn doctoraalexamen. In 1975 promoveerde hij aan faculteit der godgeleerdheid van deze universiteit op een proefschrift Perspectives for public communication. In 1983 werd hij benoemd tot bijzonder hoogleraar aan de Universiteit van Amsterdam met als bijzonder leeropdracht internationale communicatie. In 1993 werd deze bijzondere leerstoel opgeheven. In 1995 volgde zijn benoeming tot gewoon hoogleraar in de communicatiewetenschap, met als specialisatie internationale communicatie, aan dezelfde universiteit. In 2002 werd hij benoemd tot hoogleraar media, religie and cultuur aan de Vrije Universiteit Amsterdam.
Hamelink houdt zich bezig met de relatie tussen mensenrechten, communicatie en globalisering. Hij begon als onderzoeker bij een internationale organisatie in Genève en Mexico-Stad. Hij doceert en geeft college op meerdere universiteiten in onder meer de VS, Mexico, Chili, Aruba, Australië, Tanzania, Brazilië, Zuid-Korea en in vrijwel alle Europese landen. In 2007 ontving hij een ere-professoraat van de universiteit van Queensland in Australië. Hij adviseert diverse overheden en de Verenigde Naties.
Hij vervulde en vervult wereldwijd diverse bestuursrollen. Zo is hij onder andere voorzitter van de Nederlandse Liga voor de Rechten van de Mens, voorzitter van de Jan van Eyck Academie, hoofdredacteur van de International Communication Gazette, ere-president van de International Association for Media and Communication Research en voorzitter van Amsterdam World Jazz City 2014.
Hamelink schreef meer dan zeventien boeken over communicatie, cultuur en technologie. Daarbij zijn bestsellers als The Technology Gamble, The Politics of World Communication en The Ethics of Cyberspace. In het Nederlands verschenen onder meer De mythe van de vrije informatie en Informatie en Macht. Na een seizoen als commentator in het tv-programma "De leugen regeert" schreef hij het boek: "Regeert de leugen?"
Hamelink was kritisch op het COVID-19 beleid van de overheid en sprak zich daar dikwijls over uit.
Daarnaast is hij een gedreven jazzmusicus. Voorheen speelde hij als bassist samen met Louis van Dijk. Sinds 2008 vormt hij samen met Tamara Hoekwater de kern van het Bourgondisch Combo met onder andere Jacques Schols. Hiermee treden zij in binnen- en buitenland op met diverse artiesten. Op 3 oktober 2014 lanceerden ze hun Nederlandstalige jazz-CD Ik zei Ja in de Academische Club van de UvA.

## Publicaties (selectie)
- Global Communication, London, 2014
- Media and Conflict, Escalating Evil, 2011
- Regeert de leugen?: mediaplichtigheid aan leugen en bedrog, Amsterdam, 2004
- Human Rights for Communicators, 2003
- De leugen regeert: over leugen en bedrog in de informatiesamenleving, tekst inaugurele rede Vrije Universiteit Amsterdam, 2002
- The Ethics of Cyberspace, Londen, 2000, vertaling van Digitaal fatsoen: mensenrechten in cyberspace uit 1999
- Digitaal fatsoen : mensenrechten in cyberspace, Amsterdam, 1999
- The Politics of World Communication, 1994
- Internationale communicatie: arena van internationale conflicten, tekst inaugurele rede Universiteit van Amsterdam, 1984
- Informatie en macht: over de samenhang tussen de toegang tot informatie en de uitoefening van maatschappelijke macht, Baarn, 1984
- De computersamenleving, Baarn, 1980
- Derde wereld en culturele emancipatie, Baarn, 1978
- De mythe van de vrije informatie, Baarn, 1978
- Perspectives for public communication: a study of the churches' participation in public communication, proefschrift Universiteit van Amsterdam, Baarn, 1975

- Bibsys: 90720648
- Bibliothèque nationale de France: cb120547518 (data)
- Catàleg d'autoritats de noms i títols de Catalunya: 981058617880406706
- CiNii: DA03054924
- Gemeinsame Normdatei: 171058666
- International Standard Name Identifier: 0000 0000 8407 4517
- Library of Congress Control Number: n79021200
- Nationale Bibliotheek van Letland: 000075835
- NARCIS: PRS1239050
- Nationale Bibliotheek van Tsjechië: jn20000602785
- Nationale bibliotheek van Australië: 36331259
- Nationale Bibliotheek van Israël: 987007276535205171
- Nationale en Universitaire bibliotheek Zagreb: 000172633
- Nederlandse Thesaurus van Auteursnamen: 068364105
- Réseau des bibliothèques de Suisse occidentale: 02-A003343989
- Istituto Centrale per il Catalogo Unico: UBOV005474
- Système universitaire de documentation: 028782747
- Virtual International Authority File: 110166493
- WorldCat: E39PBJk8YTkhGPYGf8JQMqPYT3